# Joseph Franklin Wilson
Joseph Franklin Wilson, född 18 mars 1901 i Corsicana i Texas, död 13 oktober 1968 i Dallas i Texas, var en amerikansk demokratisk politiker. Han var ledamot av USA:s representanthus 1947–1955.
Wilson avlade 1923 juristexamen vid Baylor University och inledde därefter sin karriär som advokat i Dallas. År 1947 efterträdde han Hatton W. Sumners som kongressledamot och efterträddes 1955 av Bruce Alger.
Wilson tjänstgjorde som domare 1943–1944 och från 1955–1968. Han avled 1968 en kort tid efter pensioneringen och gravsattes på Sparkman-Hillcrest Memorial Park Cemetery i Dallas.